# Aleurodicus indicus
Aleurodicus indicus es un hemíptero de la familia Aleyrodidae, con una subfamilia: Aleyrodinae. Fue descrita científicamente en 1992 por Regu & David.